# Turnera cipoensis
Turnera cipoensis är en passionsblomsväxtart som beskrevs av M.M. Arbo. Turnera cipoensis ingår i släktet Turnera och familjen passionsblomsväxter. Inga underarter finns listade i Catalogue of Life.